# Тона
Тона (симбол: t; у Сједињеним Државама позната као метричка тона) је јединица за масу једнака 1.000 килограма, али није прихваћена као основна јединица у СИ систему. Такође се назива и метричка тона. То је еквивалентно са приближно 2.204,6 фунти; 1,102 кратке тоне (САД) и 0,984 дуге тоне (УК). Званична СИ јединица је мегаграм (симбол: Mg), мање уобичајен начин да се изрази иста маса.

## Дефиниција
Једна тона се дефинише као 1000 килограма или 1 мега грам.
1  = 1.000 kg = 1.000.000 g 
1  = 1*103  = 1*106 

## Симбол и скраћенице
Симбол Међународног бироа за тегове и мере за тону је t, усвојен у исто време када и јединица 1879. године. Његова употреба је такође званична за метричку тону у Сједињеним Државама, пошто је усвојен од стране Националног института за стандарде и технологију Сједињених Држава (NIST). То је симбол, а не скраћеница, и не би требало да је прати тачка. Употреба умањених великих слова је значајна, а употреба других комбинација слова може довести до двосмислености. На пример, T, MT, mT, Mt и mt су СИ симболи за теслу, мегатеслу, милитеслу, мегатону (један тераграм) и милитону (један килограм). Ако се описују јединице енергије као ТНТ еквиваленти, једна мегатона ТНТ-а је еквивалентан приближно 4,184 петаџула.

## Порекло и правопис
На енглеском, tonne је устаљена правописна алтернатива метричкој тони. У САД и Великој Британији, тона се обично изговара исто као тон (/tʌn/), али се може изговорити и са завршним „е“, тј. „tunnie“ (/ˈtʌni/). У Аустралији, уобичајен и препоручен изговор је /tɒn/. У Сједињеним Државама, метричка тона је назив за ову јединицу коју користи и препоручује НИСТ; неквалификовано помињање тоне скоро увек се односи на кратку тону од 2.000 lb (907 kg), а tonne се ретко користи у говору или писању. Оба термина су прихватљива у канадској употреби.
Ton и tonne су изведене од германске речи која је у општој употреби у области Северног мора од средњег века (уп. староенглески и старофризијски tunne, старовисоконемачки и средњовековни латински tunna, немачки и француски tonne) за означавање велике бачва, односно tun. Пун тун, висок око метар, могао би лако да тежи тону.
Правопис реч tonne предатира увођење СИ система 1960. године. Реч са овим значењем се користи у Француској од 1842. године, када није било метричких префикса за вишекратнике од 106 и више, а сада се користи као стандардни правопис за мерење метричке масе у већини земаља енглеског говорног подручја. У Сједињеним Државама, јединица се првобитно помињала користећи француске речи millier или tonneau, али су ови термини сада застарели. Империјална и САД устаљена јединица која се може упоредити са тоном су обе пишу као ton на енглеском, иако се разликују по маси.

## Конверзије
Једна тона је еквивалентна са:
- У килограмима: 1000 килограма (kg) по дефиницији.[1]
- У грамима: 1.000.000 грама (g) или 1 мегаграм (Mg). Мегаграм је одговарајућа званична СИ јединица са истом масом. Mg се разликује од mg, милиграм.
- У фунтама: Тачно 1000/0.453 592 37 фунти (lb) по дефиницији фунте,[19] или приближно 2204.622622 lb.
- У кратким тонама: Тачно 1/0.907 184 74 кратке тоне (СТ), или приближно 1,102311311 СТ.
  - Једна кратка тона је тачно 0.90718474 t.[20]
- У дугим тонама: Тачно 1/1.016 046 9088 дугих тона (ДТ), или приближно 0,9842065276 ЛТ.
  - Једна дуга тона је тачно 1,0160469088 t.[20]

Тона је маса једног кубног метра чисте воде: на 4 °C хиљаду литара чисте воде има апсолутну масу од једне тоне.

## Изведене јединице
За умношке тоне, уобичајеније је говорити о хиљадама или милионима тона. Килотона, мегатона и гигатона се обично користе за енергију нуклеарних експлозија и других догађаја у еквивалентној маси ТНТ-а, често лабаво као приближне бројке. Када се користи у овом контексту, мало је потребе да се прави разлика између метричких и других тона, а јединица се пише или као ton or tonne са одговарајућим префиксом.
| Степен | Назив     | Симбол |       | Степен    | Назив | Симбол |
| 100    | тона      |        |       |           |       |        |
| 101    | декатона  |        | 10–1  | децитона  |       |        |
| 102    | хектотона |        | 10–2  | центитона |       |        |
| 103    | килотона  |        | 10–3  | милитона  |       |        |
| 106    | мегатона  |        | 10–6  | микротона |       |        |
| 109    | гигатона  |        | 10–9  | нанотона  |       |        |
| 1012   | тератона  |        | 10–12 | пикотона  |       |        |
| 1015   | петатона  |        | 10–15 | фемтотона |       |        |
| 1018   | ексатона  |        | 10–18 | атотона   |       |        |
| 1021   | цетатона  |        | 10–21 | цептотона |       |        |
| 1024   | јотатона  |        | 10–24 | јоктотона |       |        |

## Алтернативна употреба
Јединица метричка тона (мту) може значити 10 kg (приближно 22 lb) у оквиру трговања металом (нпр. волфрам, манган), посебно у САД. Традиционално се односила на метричку тону руде која садржи 1% (тј. 10 ) метала. Следећи извод из уџбеника рударске геологије описује његову употребу у конкретном случају волфрама:
„Концентрати волфрама се обично тргују у јединицама метричке тоне (првобитно означавајући једну тону руде која садржи 1% WO3, а данас се користи за мерење количине WO3 у јединицама од 10 kg. Једна метричка јединица тоне (mtu) волфрама (VI) садржи 7,93 килограма волфрам.“

У случају уранијума, МТУ се понекад користи у смислу метричке тоне уранијума (1.000 kg).
Гигатона је јединица масе коју индустрија рударства често користи за процену и дефинисање обима резерви угља.

### Употреба масе као замене за енергију
Тона тринитротолуена (ТНТ) се користи као замена за енергију, обично за експлозије (ТНТ је уобичајени јаки експлозив). Користе се префикси: килотон, мегатон, гигатон, посебно за изражавање приноса нуклеарног оружја, на основу специфичне енергије сагоревања ТНТ-а од око 4,2 MJ/kg (или једне термохемијске калорије по милиграму). Дакле, 1 t ТНТ = прибл. 4,2 , 1  ТНТ = прибл. 4,2 , 1  ТНТ = прибл. 4,2 PJ.